# Heyl János
Heyl János, Johannes Heyl (Szakolca, 17. század – 18. század) ágostai evangélikus lelkész. 

## Élete
Szakolcai (Nyitra megye) származású. Miután befejezte hazai tanulmányait, külföldre ment és 1692. május 6-án beiratkozott a wittenbergi egyetemre, ahol 1694. október 16-án nyert magisteri címet. Itt több felolvasást tartott, még 1707-ben is itt tartózkodott. Azután lévárdi pap volt Pozsony megyében.

## Munkái
- De Spiritu S. regno praesenti, praes. Deutschmanno. Vittebergae, 1685.
- Positionum ethicarm noveniarium; praes. Christ. Rörensee. Vittebergae, 1798.
- De Polymathia generatim et speciatim grammatica, de oratoria, de apparatu oratoria, de philosophia in genere, de virtute heroica, de utilitate et praestantia philosophandi; resp. Casp. Christianio Clutio. Vittebergae, 1698.
- De accentibus graecorum; resp. Georg. Schubarto. Vittebergae, 1702.